# 위키 마크업

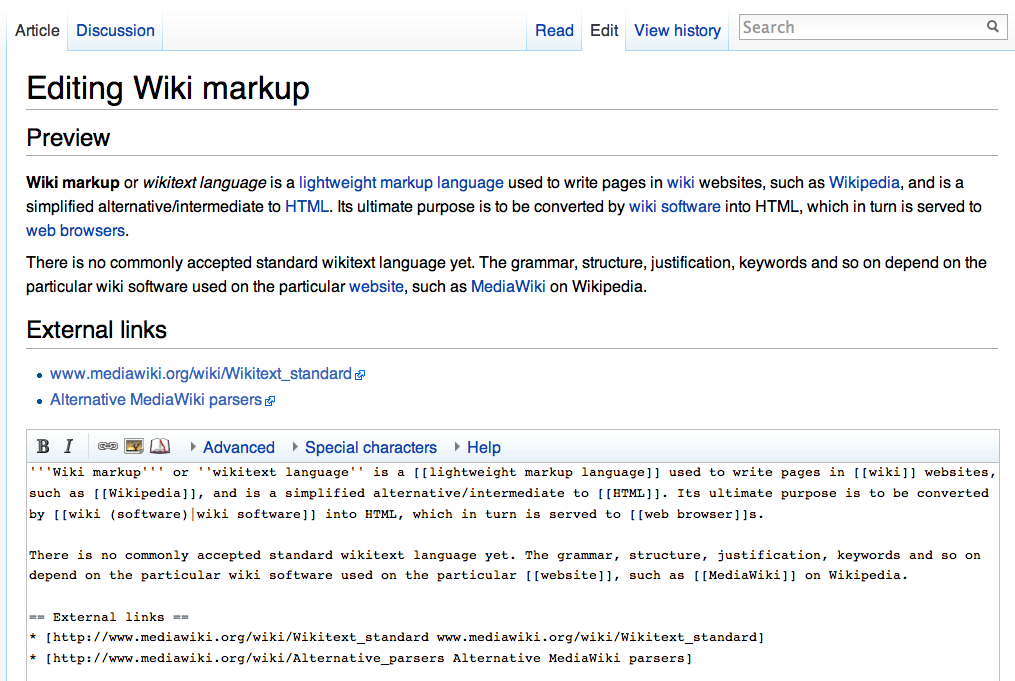
위키백과에 쓰인 위키 마크업.

위키 마크업(wiki markup) 또는 위키텍스트 언어는 위키백과와 같이 위키 웹사이트에 페이지를 기록하는 데 쓰이는 가벼운 마크업 언어이다. 또, HTML을 단순히 대체하거나 중재하는 역할을 한다. 최종 목적은 위키 소프트웨어를 HTML로 변환하여 웹 브라우저에서 다루도록 하는 것이다.
표준 위키 마크업 언어는 존재하지 않는다. 문법, 구조, 기능, 표제어 등은 -웹사이트에 쓰이는 -위키 소프트웨어에 따라 달라진다. 이를테면 모든 위키텍스트 마크업 언어는 사이트 안에서 다른 페이지로 하이퍼링크를 하는 단순한 방법을 제공하지만 이러한 링크에 대한 각기 다른 구문 합의가 존재한다. 수많은 위키들, 특히 초기의 위키들은 카멜케이스(CamelCase)를 사용하여 자동으로 링크해야 하는 낱말을 눈에 띄게 표시하였다. 위키백과와 다른 미디어위키 기반 위키에서 이러한 합의는 [[...]]라고 하는 마크업을 선호하면서 버림받았으며 위키백과에서는 이를 자유 링크(free link)라고 부른다..

## 같이 보기
- 위키 문법